# Cour-et-Buis
Cour-et-Buis là một xã thuộc tỉnh Isère, vùng Rhône-Alpes đông nam nước Pháp. Xã này nằm ở khu vực có độ cao trung bình 343 mét trên mực nước biển.